# Budynek Biblioteki Czartoryskich w Krakowie
Budynek Biblioteki Czartoryskich – modernistyczny budynek przy ulicy św. Marka na krakowskim Starym Mieście, będący siedzibą Biblioteki Książąt Czartoryskich.

## Historia
Budynek został wzniesiony w latach 1958–1960 na miejscu zburzonej w 1939 oficyny tylnej Pałacu Wodzickich przy ulicy św. Jana 11. Jego projektantem był architekt Marian Jaroszewski. Przeprowadzka księgozbioru do nowej siedziby zakończyła się w 1961. W 2010 budynek przeszedł generalny remont elewacji.

## Architektura
Budynek został wybudowany na planie zbliżonym do prostokąta. Jest on trzypiętrowy i trzytraktowy. Ma podpiwniczenie. Nakryty jest żelbetowym stropodachem.
Fasada gmachu ma modernistyczny wystrój. Jest ona trzypiętrowa, tynkowana. W partii parteru jest niesymetryczna, pokryta boniowaniem w tynku, kontynuującym kompozycyjnie wystrój elewacji sąsiedniego Pałacu Wodzickich, z prostokątnymi otworami bram i drzwi. W ósmej osi parteru znajduje się kamienny, profilowany portal z wejściem głównym. Partia parteru oddzielona jest od partii pięter gzymsem kordonowym. W partii pięter fasada jest symetryczna, dwudziestojednoosiowa, z pionowymi wnękami otworów okiennych przez całą wysokość. Fasadę wieńczy gzyms koronujący. Elewacja tylna jest czternastoosiowa w partii parteru i osiemnastoosiowa w partii pięter, z gładkim parterem i oddzieloną gzymsem ostatnią kondygnacją. W części zachodniej ma trójosiowe załamanie.
Na parterze budynku znajduje się sień przejazdowa na podworzec oraz sień wejściowa, łącząca się z holem i żelbetową klatką schodową w trakcie tylnym, dwubiegową do pierwszego piętra, a wyżej trójbiegową. Wnętrza nakryte są stropami żelbetowymi z sufitami.